# Arjan Malić
Arjan Malić, né le 28 août 2005 à Jesenice, est un footballeur slovèno-bosnien qui évolue au poste de défenseur central au Sturm Graz.

## Biographie

### Carrière en club
Né à Jesenice en Slovénie, dans une famille aux origines bosniennes, Arjan Malić est formé par le SV Ried, où il commence sa carrière professionnelle en championnat d'Autriche de deuxième division,,.
En juillet 2024, il est transféré au Sturm Graz, dans la division supérieure du football autrichien,,.
Le 11 décembre 2024, il joue son premier match de Ligue des champions avec le Sturm Graz, remplaçant l'arrière droit Max Johnston dans les dernières minutes d'une défaite 3-2 chez le LOSC.

### Carrière en sélection
Arjan Malić est international slovène junior jusqu'à l'équipe des moins de 19 ans à partir de mars 2023. Contacté ensuite par Ralf Rangnick pour jouer avec l'Autriche, Malić choisit néanmoins finalement la Bosnie-Herzégovine, dont il devient international espoirs en 2024.

## Style de jeu
Défenseur central de formation, Malić est également capable de jouer comme milieu défensif ou arrière latéral, où il commence à jouer en championnat d'Autriche,.